# Coracina
Coracina é um género de aves da família Campephagidae.
Este género contém as seguintes espécies:
- Coracina maxima
- Coracina larvata
- Coracina macei
- Coracina javensis
- Coracina schistacea
- Coracina personata
- Coracina atriceps
- Coracina fortis
- Coracina caledonica
- Coracina novaehollandiae
- Coracina caeruleogrisea
- Coracina temminckii
- Coracina striata
- Coracina bicolor
- Coracina lineata
- Coracina boyeri
- Coracina leucopygia
- Coracina papuensis
- Coracina longicauda
- Coracina parvula
- Coracina abbotti
- Coracina analis
- Lagarteiro-cinzento-e-branco, Coracina pectoralis
- Lagarteiro-cinzento, Coracina caesia
- Coracina azurea
- Coracina graueri
- Coracina cinerea
- Coracina typica
- Coracina newtoni
- Coracina coerulescens
- Coracina tenuirostris
- Coracina dohertyi
- Coracina sula
- Coracina dispar
- Coracina mindanensis
- Coracina morio
- Coracina ceramensis
- Coracina incerta
- Coracina schisticeps
- Coracina melas
- Coracina montana
- Coracina holopolia
- Coracina mcgregori
- Coracina ostenta
- Coracina polioptera
- Coracina melaschistos
- Coracina fimbriata
- Coracina melanoptera